# Caledonia (Minnesota)
Pour les articles homonymes, voir Caledonia (homonymie).
La ville de Caledonia est le siège du comté de Houston, dans l’État du Minnesota, aux États-Unis. Sa population s’élevait à 2 868 habitants lors du recensement de 2010, estimée à 2 752 habitants en 2017.